# Alessandro Ricci
Alessandro Ricci (Siena, 1792 – Florencia, 29 de enero de 1834) fue un médico, dibujante y explorador italiano.

## Biografía
Nacido en una familia humilde, estudió medicina. En 1817, Ricci abandonó Siena para trasladarse a la ciudad egipcia de Alejandría. En 1818, colaboró con Giovanni Battista Belzoni en la copia de los dibujos de la tumba de Seti I (KV17). En 1819, quiso viajar a Nubia en compañía del egiptólogo William John Bankes, pero tuvieron que regresar por la oposición de las autoridades locales a los viajes hacia al sur. 
En 1820, acompañó a la expedición enviada por el virrey de Egipto, Mehmet Alí, contra la ciudad independiente de Siwa. Ricci copió diversas inscripciones del templo de Júpiter Amón y reconoció toda la zona del oasis. En septiembre de 1820, acompañado por el dibujante francés Linant de Bellefonds, viajó hasta la península del Sinaí, llegó al Monasterio de Santa Catalina, y visitó las ciudades de Sarabit al-Khadim y El-Tor, en el sur de la península.
En el verano de 1821, Ricci y Linant, se incorporaron a la expedición de Ibrahim Pachá, hijo adoptivo de Mehmet Alí. Pasaron la confluencia del Nilo Azul y el Nilo Blanco, pero tuvieron que regresar debido al empeoramiento de la salud de Ibrahim, de quien Ricci era médico de cabecera tras la muerte del médico jefe Antonio Scotto.
En 1822 regresó a Italia, y en Florencia se dedicó a escribir un diario de viaje que sirvió a las investigaciones de los primeros egiptólogos, como Jean François Champollion e Ippolito Rosellini. En los años 1828 y 1829 siguió a estos egiptólogos en la expedición franco-toscana a los lugares arqueológicos de Egipto y Nubia. Ricci trabajó como médico de la misión y además realizó dibujos de los monumentos investigados, que posteriormente fueron publicados por Rosellini en su obra I Monumenti dell'Egitto e della Nubia.
Murió en 1834, después de dos años de enfermedad, y su colección de antigüedades egipcias fue adquirida por el gran duque de Toscana Leopoldo II. Actualmente la colección se conserva en el Museo Arqueológico Nacional de Florencia.